# جوزيبي كولناجو
جوزيبي كولناجو (بالإيطالية: Giuseppe Colnago) كان متسابق دراجات نارية إيطالي. نافس في سباقات بطولة العالم لفئة 500 سي سي ولفئة 350 سي سي ولفئة 50 سي سي.

## روابط خارجية
- جوزيبي كولناجو على موقع MotoGP.com (الإنجليزية)